# Suzuki Wagon R
Pour les articles homonymes, voir Wagon (homonymie).
Le Wagon R est une automobile de petite taille conçue par le constructeur automobile japonais Suzuki et vendue avec grand succès sur le marché japonais : ce modèle a détenu la première place des ventes de voitures au Japon, toutes catégories confondues de 2004 à 2008. Le Wagon R fait partie du segment des keijidosha, voitures très petites bénéficiant d'avantages fiscaux. Le Wagon R se caractérise par sa forme très cubique et sa hauteur inhabituelle, destinées à accroître l'espace intérieur.
Le premier Wagon R a été lancé en 1993. En 1998 est apparue une seconde génération. Celle-ci sera le même modèle commercialisé par la marque Opel en Europe, l'Agila. Puis une troisième en 2003, légèrement redessinée en 2005.
En Inde, une version du Wagon R est vendu sous l'appellation Maruti Suzuki Wagon R. En Indonésie, la voiture est vendue sous le nom Suzuki Karimun. Une quatrième génération est lancée en 2008.
Une version plus large et dotée de moteurs plus puissants (1.0 et 1.2 L) a été commercialisée, notamment pour l'Europe, sous le nom de Wagon R+ mais ses caractéristiques l'excluent du segment des Kei-Cars. Le Wagon R+ sera aussi produite sous le nom de Opel Agila de 2000 à 2008

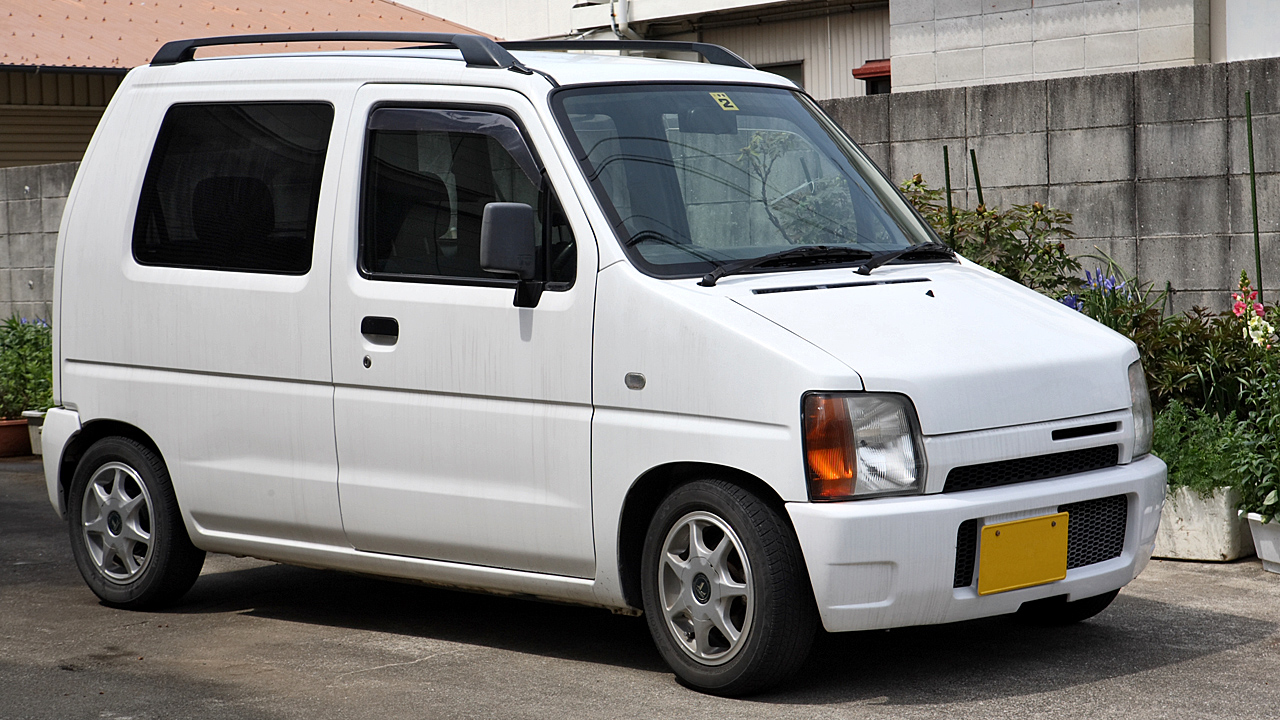
Première génération
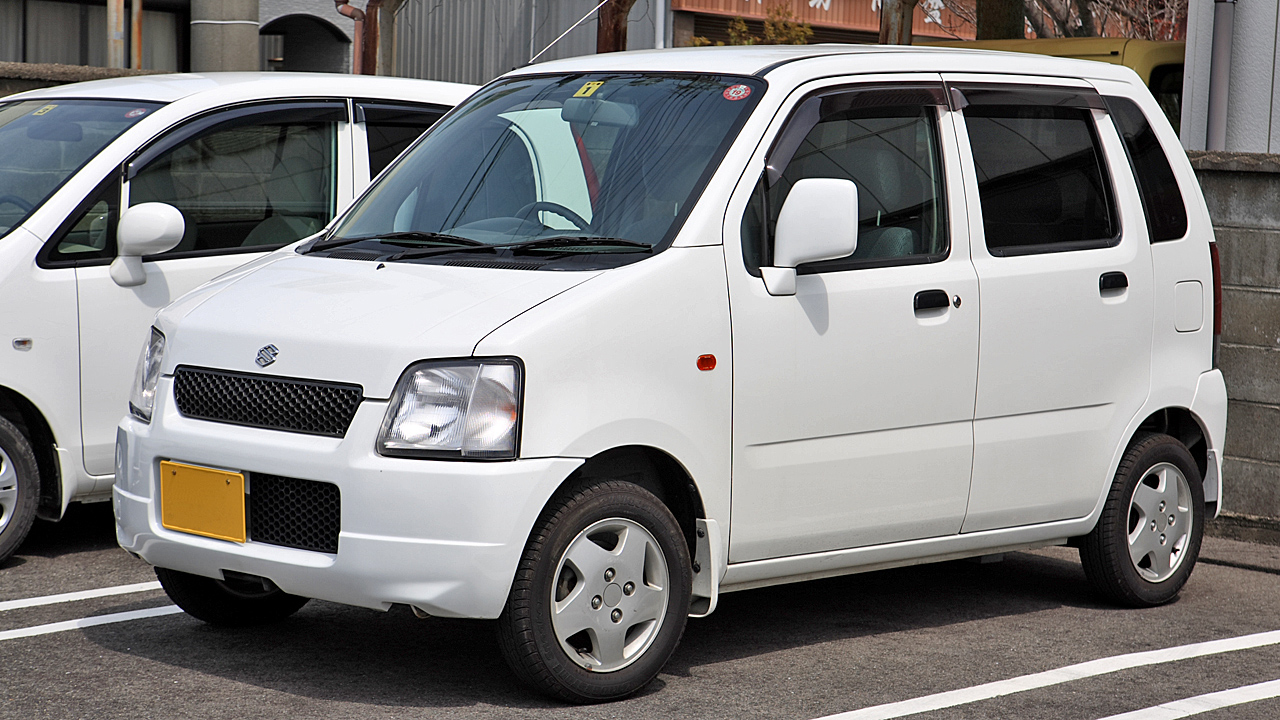
Deuxième génération
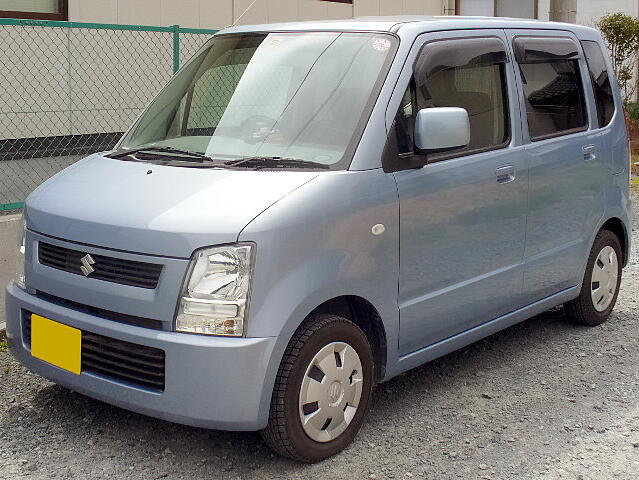
Troisième génération
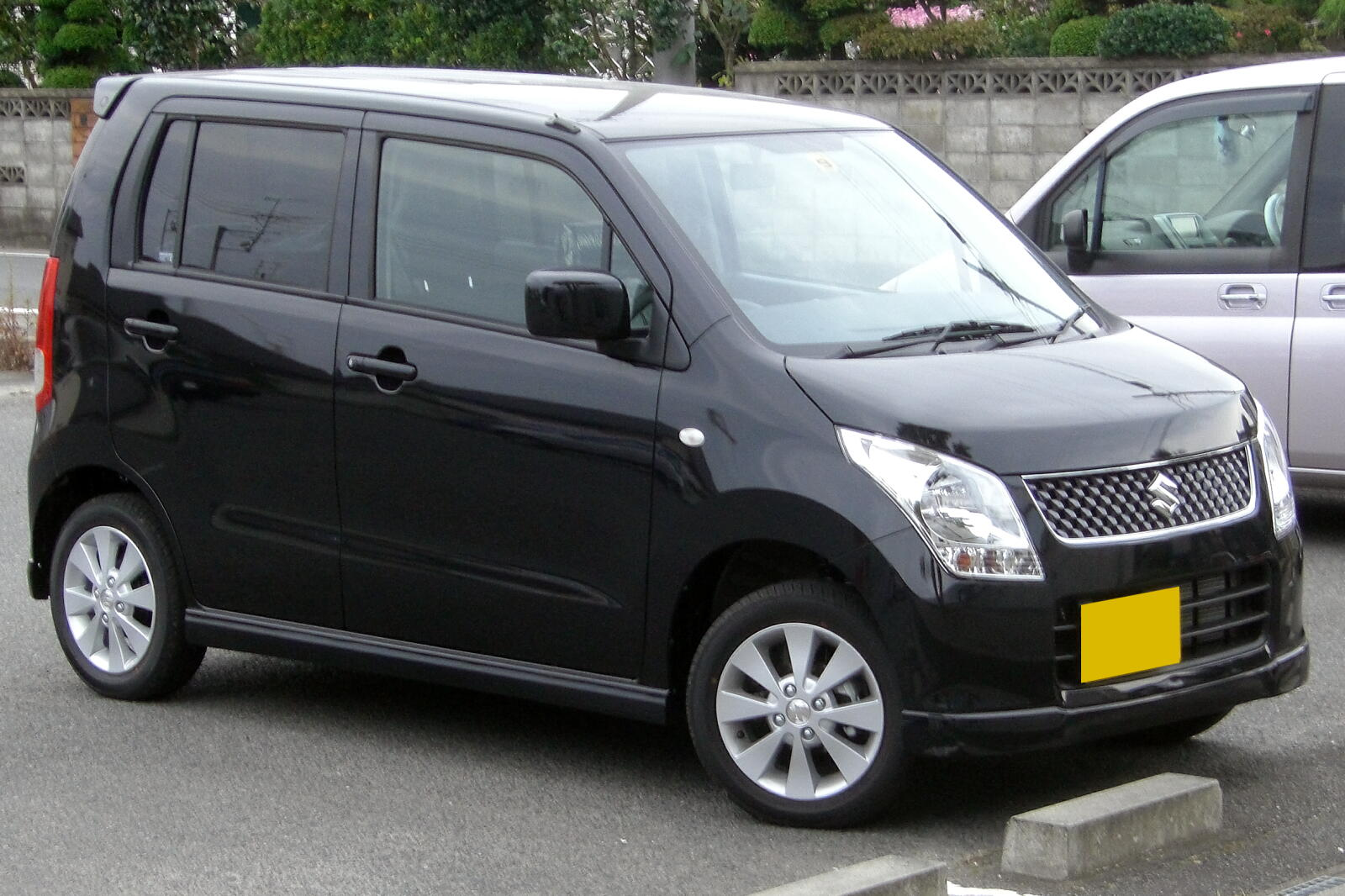
Quatrième génération